# 東大久手古墳
東大久手古墳（ひがしおおくてこふん）は、愛知県名古屋市守山区大字上志段味にある古墳。志段味古墳群のひとつ。

## 概要
大久手池の周辺に点在する大久手古墳群の前方後円墳。大久手1号墳と呼ばれる場合もある。
1982年〜1983年（昭和57〜58年）の愛知県教育委員会の依頼で名古屋大学による測量調査が行なわれ、2005年（平成17年）から名古屋市教育委員会が発掘調査を行なっている。

## 規模と構造
前方部が短い帆立貝形古墳で、墳丘長は約37.5メートル、周濠部分を含めると全長約58メートル、後円部の直径が約26.5メートルと推定されている。なお、墳丘の多くが掘平されているため墳高は不明だが、現存する後円部の状態から2段築造であったとも考えられている。
従来は「東大久手・西大久手古墳は主軸方向と規模が同一である」と双方の関連が言われてきたが、2005年（平成17年）の調査で前方部の角と側辺および周堤の角部を検出したことなどで、従来考えられていた墳丘の形態と比べて全長が短くなり、主軸がずれていることも確認された。また、西大久手古墳と志段味大塚古墳に確認される前方部の傾斜角の変化が見られないことから、先の2基とは違って地元勢力との関連が深い可能性も指摘されている。
須恵器のほか円筒埴輪が出土しており、前方部と後円部の境に葺石と思われる列石と円筒埴輪が確認されている。2008年（平成20年）の調査では後円部の数ヶ所で墳丘を囲む円筒埴輪列の残存が確認された。

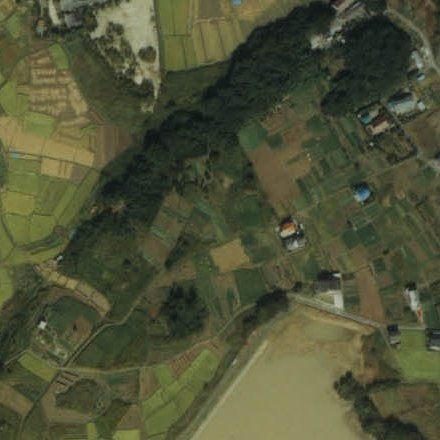
東大久手古墳（中央左下）と西大久手古墳（左下）、右上に位置するのが志段味大塚古墳（1987年（昭和62年））　国土交通省 国土地理院 地図・空中写真閲覧サービスの空中写真を基に作成
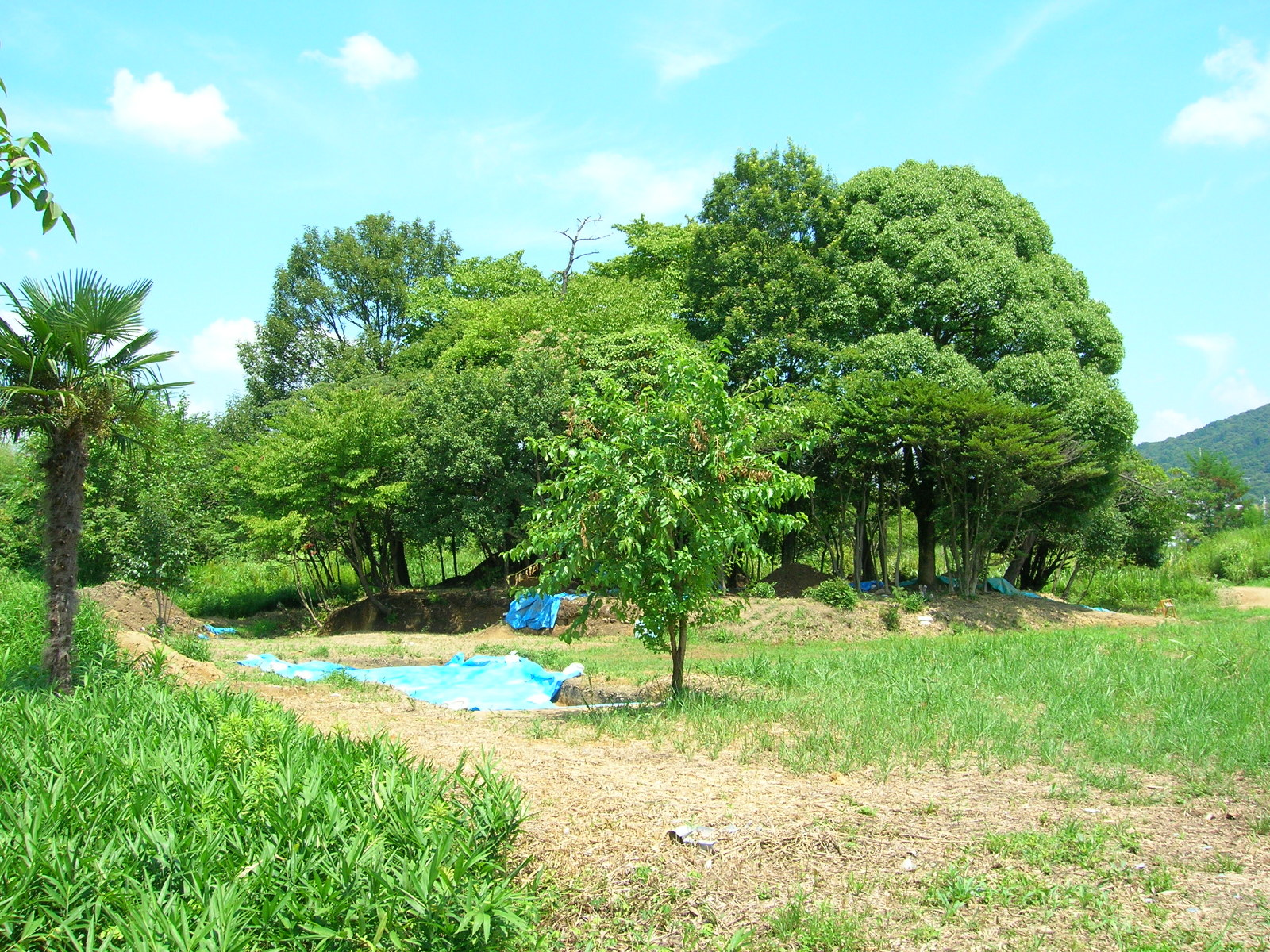
2008年当時の東大久手古墳（2008年（平成20年）7月）

## 出土品
- 名古屋市見晴台考古資料館収蔵
  - 須恵器
  - 円筒埴輪

## アクセス
- 大曽根駅（JR中央本線、名鉄瀬戸線、名古屋市営地下鉄名城線）
- 高蔵寺駅（JR中央本線、愛知環状鉄道・愛知環状鉄道線）より
  - 名古屋ガイドウェイバスガイドウェイバス志段味線（ゆとりーとライン） 「東谷橋」バス停下車。